# Războiul romano-part din anii 40-33 î.Hr.
Războiul romano-part din anii 40-33 î.Hr. cuprinde toate campaniile care au opus Orientul roman al lui Marcus Antonius Imperiului Part între anii 40 și 33 î.Hr.
Aceasta începe cu o ofensivă partă condusă de Pacorus I al Partiei, generalul part Barzapharnes și republicanul roman Quintus Labienus. Locotenentul lui Antonius, Ventidius Bassus, îi zdrobește, apoi învinge din nou o ofensivă partă a lui Pacorus în anul 38 î.Hr., devenind primul roman care a triumfat asupra Parților. Caius Sosius îl sprijină pe Irod, care recucerește Ierusalimul în anul 37 î.Hr. și devine rege al Iudeei cu acordul Romei, în timp ce un alt locotenent al lui Antonius, Canidius Crassus, supune Armenia între anii 37-36 î.Hr.. Marcus Antonius lansează apoi o mare ofensivă din Armenia spre Media Atropatena în anul 36 î.Hr., dar este forțat să se retragă într-un mod aproape dezastruos.
În urma unei schimbări de alianță, mezii se aliază cu Roma împotriva Parților, iar Antonius cucerește Armenia în anul 34 î.Hr., plasându-l acolo pe fiul său, Alexandru Helios. În anul 33 î.Hr., parții și fiul regelui detronat al Armeniei sunt pentru un timp respinși de mezii sprijiniți de forțele lui Antonius. Totuși, în timpul ultimei războaie civile republicane, în timp ce Antonius slăbește defensiva militară a Orientului, mezii sunt puși în dificultate, iar Armenia este temporar pierdută în anul 30 î.Hr. Această regiune devine atunci un punct de dispută între Roma și Parți, fiecare încercând să-și impună propriul candidat, iar „criza armeană” va continua de-a lungul întregii istorii a Imperiului Roman.

## Relațiile dintre Roma și Parți

### De la sfârșitul secolului al II-lea până la mijlocul secolului I î.Hr.
Primele contacte între Roma și Parți se stabilesc atunci când romanii invadează Asia Mică spre sfârșitul secolului al II-lea î.Hr.. Urmează peste șapte secole de relații tumultuoase și tensionate, fără ca vreuna dintre cele două puteri, fiecare controlând un teritoriu vast, să reușească să-și impună supremația asupra celeilalte. Conflictele sunt întrerupte de lungi perioade de pace, care favorizează schimburile culturale și comerciale.
Regatul Armeniei, care va deveni, alături de partea orientală a Siriei și nord-vestul Mesopotamiei, unul dintre principalele mize ale conflictelor cu Parții, se afirmă ca o putere majoră în Orient în prima jumătate a secolului I î.Hr.. Alianța dintre Tigrane al II-lea cel Mare, plasat pe tronul Armeniei de către Parți, și Mitridates al VI-lea al Pontului declanșează prima dintr-o serie de trei războaie împotriva Romei. În timpul celui de-al treilea război, romanii traversează pentru prima dată fluviul Eufrat, între anii 74 și 63 î.Hr..

### De la bătălia de la Carrhae la Iulius Cezar
În anul 53 î.Hr., romanii traversează din nou fluviul Eufrat, conduși de Crassus, pentru a înfrunta Parții lui Orodes al II-lea. Marea ofensivă romană vizează Mesopotamia, cea mai bogată regiune a regatului part. Expediția se încheie cu o înfrângere devastatoare pentru Roma în bătălia de la Carrhae, unde generalul Surena îi zdrobește pe romani, provocând moartea a 30.000 de soldați romani, inclusiv pe Crassus. Parții își restabilesc astfel supremația asupra tuturor teritoriilor de la est de Eufrat.
Acest episod aruncă o umbră de rușine asupra armatelor romane, iar toți marii imperatori, până la Augustus, au ca obiectiv răzbunarea generalului roman și recuperarea însemnelor pierdute de legiuni.
Iulius Cezar este asasinat cu trei zile înainte de a pleca în campania împotriva Parților, în timpul idelor lui Marte din anul 44 î.Hr. Motivele sale erau faptul că Parții l-au sprijinit pe Pompei în timpul războiului civil, dorința de a-l răzbuna pe Crassus și, mai ales, de a egala gloria lui Alexandru cel Mare. În acest scop, o armată romană de mari proporții fusese adunată în Macedonia.

### Între 42 și 40 î.Hr.
În timpul războiului civil al Liberatorilor, republicanii apelează de mai multe ori la Parți pentru a face față cezarienilor, în special împotriva lui Cornelius Dolabella în Siria. Contingentul part condus de Quintus Labienus nu va ajunge niciodată la trupele republicane pentru a lupta împotriva triumvirilor la Filipii, iar parții nu profită imediat de vidul creat de războiul civil în dispozitivul roman din Orient. Acest lucru se datorează ezitărilor regelui parth Orodes al II-lea, în ciuda solicitărilor lui Labienus.

## Războiul romano-part din 40-38 î.Hr.

### Marea ofensivă partă

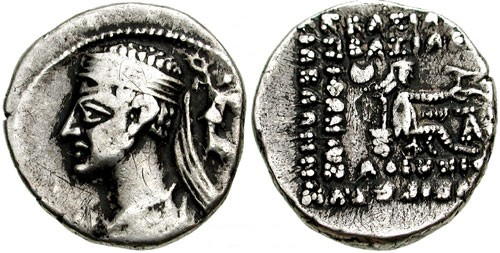
Pacorus I, rege asociat al Arsacizilor.

Fiul cel mare al regelui Orodes al II-lea, Pacorus, lansează ofensiva împotriva Siriei romane în iarna anilor 41-40 î.Hr.. Quintus Labienus îl însoțește pentru a-l sfătui și a aduna fostele trupe republicane. Un prim atac asupra Apameii eșuează, dar Labienus reușește să atragă de partea sa mulți veterani romani din armatele lui Cassius și Brutus, majoritari în regiune. Invocând solidaritatea lor anterioară în luptă, reușește rapid să obțină predarea lor voluntară. Aceste alianțe determină fuga lui Lucius Decidius Saxa, care slujea acolo în calitate de chestor. Legatul lui Marc Antoniu își adună forțele puțin mai departe, dar este rapid copleșit de numărul și valoarea cavalerilor parți. La Apamea, unde se crede că legatul lui Marc Antoniu este mort, garnizoana predă armele, iar puternicul oraș își deschide porțile pentru forțele combinate ale Parților și romanilor conduse de Labienus. Acesta urcă apoi valea Orontei până la Antiohia, pe care o cucerește fără lupte, așa cum cucerise și Apamea.
Forțele romano-parte se separă atunci pentru a duce ofensiva în două direcții. Quintus Labienus traversează Munții Taurus și, la capul unei părți din armată, pornește spre nord pentru a-l urmări pe Saxa, pe care îl elimină în Cilicia. După moartea lui Saxa, Labienus cucerește fără a întâmpina rezistență jumătatea sudică a Asiei Mici, cu excepția câtorva orașe. Lucius Munatius Plancus este numit proconsul al Asiei probabil în primăvară. În cursul anului, Quintus Labienus preia comanda trupelor romane adunate și le conduce în cucerirea Anatoliei, din Cilicia până în Caria. Munatius Plancus, abia ajuns în provincia sa, este nevoit să fugă, iar Labienus nu întâmpină decât o rezistență slabă.
Pacorus și Barzapharnès avansează spre sud, către Fenicia și Palestina. Ofensiva lui Pacorus urmează câmpiile de coastă, în timp ce Barzapharnès înaintează pe interiorul țărmurilor. Regii arabi se alătură, precum Ptolemeu Mennaeus, apoi fiul său Lysanias, regi ai Itureei. În Iudeea, prințul hasmoneean Antigon al II-lea Mattathias, care se refugiase la Ptolemeu Mennaeus după uciderea tatălui său de către romani și decăderea sa în favoarea fratelui său Hircan al II-lea, se aliază cu Parții. Campania lui Barzapharnès ajunge la porțile Ierusalimului. Partizanii lui Irod și ai lui Antigonus se confruntă în Ierusalim. Generalul part Pacorus îi invită pe Phasaël și Irod să se prezinte în Galileea la Barzapharnès pentru a încheia pacea. Irod refuză, dar Phasaël acceptă, împreună cu Hircan al II-lea. Curând își dau seama că, de fapt, sunt prizonieri. Irod reușește să fugă. Întreaga zonă de interior a Siriei și Palestinei, precum și coasta feniciană, sunt ocupate de Parți, cu excepția câtorva orașe, precum Tir.
Marcus Antonius, aflat în acel moment în Egipt alături de Cleopatra, nu reacționează imediat. El părăsește Alexandria la sfârșitul iernii și se îndreaptă către Tir, care încă se află sub dominație romană. Aici află de la soția sa Fulvia despre dificultățile întâmpinate de susținătorii săi în timpul războiului civil de la Perugia din Italia. Se îmbarcă imediat pentru a-și reafirma puterea la Roma în fața lui Octavian, în loc să lupte împotriva parților, lăsându-l pe Pacorus să continue să impună ordinea partă.

### Contraofensiva romană
În iarna anului 40-39 î.Hr., Antoine, aflat în Italia, îl trimite pe Publius Ventidius Bassus, cel mai bun locotenent al său, împotriva parților. Ventidius ajunge în Asia în primăvara anului 39 î.Hr., la cârma unei armate importante.
Surprinzându-l pe Quintus Labienus, Ventidius Bassus îl urmărește și îl forțează să lupte aproape de Munții Taurus, înainte ca toate întărirea parthă să se poată alătura trădătorului roman. Ventidius respinge un atac al cavaleriei grele partă înainte de a înfrunta pe Labienus și satrapul din Siria, Phranicates. Această bătălie este cunoscută sub numele de „Bătălia Porților Ciliciei” (în actuala provincie Mersin, Turcia).
Locotenentul lui Antonius încorporează o parte din forțele adverse în propriile sale trupe, în timp ce Labienus este capturat și executat la scurt timp după aceea. Ventidius Bassus întâlnește apoi o armată partă la granița dintre Cilicia și Siria. Phranicates este din nou înfrânt și moare în luptă, alături de o mare parte din trupele sale. Acest al doilea confruntare este cunoscută sub numele de „Bătălia de la Pasul Amanus” (în prezent Munții Nur, Turcia).
Pacorus se retrage din Siria, iar partizanul lui Antonius restaurează autoritatea romană asupra regiunii încă din sfârșitul anului 39 î.Hr., în urma unei campanii fulgerătoare încununate de succes.

### Eșecul următoarelor ofensive ale parților
În primăvara anului 38 î.Hr., parții relansează ofensiva. Ventidius Bassus îi lasă să traverseze Eufratul și își grupează forțele. Nu departe de Antiohia, se instalează pe o poziție înaltă și așteaptă armata partă. Apoi, zdrobește din nou armata partă condusă de Pacorus, care este ucis în luptă. Aceasta este bătălia de la Muntele Gindarus (în prezent la nord-est de Antiohia), care a avut loc pe 9 iunie 38 î.Hr..
Locotenentul lui Antonius începe apoi să hotărască soarta statelor vasale romane din regiune, care fie au trădat, fie au fost copleșite. Atunci Antonius ajunge în Siria și se alătură subordonatului său în fața zidurilor Samosatei, capitala regatului Commagene, aliat al Romei, dar acuzat că a ajutat parții. Orașul se dovedește a fi de neînfrânt și Antonius este nevoit să negocieze, Commagene aliniindu-se din nou cu Roma fără represalii din partea lui Antonius.
Publius Ventidius Bassus este onorat cu un triumf la Roma pe 17 noiembrie 38, în urma victoriilor sale remarcabile asupra parților în anii 39-38. Acesta este, de altfel, primul triumf roman asupra parților.
Tulburările de succesiune izbucnesc în dinastia arsacidă după moartea lui Pacorus. Orodes al II-lea este asasinat în ultimele zile ale anului de fiul său, Phraates al IV-lea, care îi succede pe tronul arsacid, acesta din urmă eliminându-i anterior pe frații săi rămași.

## Recucerirea Iudeei în 38-37
Pacorus și comandantul său Barzapharnès au invadat Levantul roman și au cucerit toate orașele de-a lungul coastei mediteraneene până la Ptolemaïs, la sud, cu excepția Tirului. În Iudeea, forțele iudaice pro-romane ale marelui preot Hircan al II-lea, ale lui Phasaël și ale lui Irod sunt înfrânte de parți și aliatul lor iudeu, Antigon al II-lea Mattathias; acesta din urmă este făcut rege al Iudeei de către parți, în timp ce Irod a fugit la fortul său de la Masada.
Marcus Antonius îi ordonă lui Caius Sosius, noul guvernator al Siriei și Ciliciei, să-l susțină pe Irod împotriva lui Antigonus, în timp ce acesta din urmă se afla în posesia Ierusalimului. Sosius cucerește insula și orașul Aradus de pe coasta Feniciei la sfârșitul anului 38 î.Hr.. Anul următor, acesta pornește spre Ierusalim și devine stăpânul orașului în urma unui asediu început de Irod. Antigonus este decapitat la Antiohia.
Irod a fost numit rege al Iudeii de către Senatul roman, cunoscut mai târziu sub numele de Irod cel Mare. Caius Sosius a fost onorat cu triumful ca recunoaștere a serviciilor sale în Orient la întoarcerea sa la Roma în 34 î.Hr..

## Campania armeno-partă a lui Anton din 37-36

### Pregătirea campaniei lui Antonius
Antonius sa întors la Atena pentru iarna 38-37. El înțelege că Octavian nu își va ține promisiunea de a-i trimite legiuni pentru războiul împotriva parților. Prin urmare, a decis să se îndrepte către principalul său vasal din Orient, regina Cleopatra a VII-a a Egiptului ptolemeic. Prin urmare, a găsit-o pe Cleopatra în Antiohia, din motive politice și militare. Pe lângă resurse financiare semnificative, Regatul Egiptului îi va permite lui Antonius să-și consolideze flota privată cu nave trimise lui Octavian.
Triumvirul se dedică reorganizării complete a Orientului și restabilește ordinea în rândul statelor vasale din Anatolia. Îl impune pe Amyntas în Galatia, reconstituie parțial regatul Pontului pentru Polémon și îl numește pe Archelaos în Cappadocia. Invazia parților demonstrează cât de slăbită ajunsese organizarea orientală stabilită de Pompei, agravată de numeroase dificultăți politice și economice. Oamenii aleși de Antoine pentru a conduce regatele clientelare sunt toți energici și profund devotați intereselor romane.
Antonius își petrece iarna anilor 37-36 la Antiohia pentru a pregăti războiul împotriva parților. El adună o armată imensă, formată din șaisprezece legiuni, adică 160.000 de legionari, 40.000 de auxiliari și călăreți. Este cea mai mare armată reunită vreodată în Orient de către Roma, având de două ori mai mulți soldați decât Crassus în anul 53 și de trei ori mai mulți decât Lucullus și Sulla în războiul mithridatic.
Antonius pare hotărât să se angajeze într-o adevărată cucerire a Parției sau, cel puțin, să obțină supunerea regelui prin capturarea Ecbatanei, cea mai veche capitală a parților. Pe lângă armata sa impresionantă, el are poziții consolidate în Anatolia, Siria și Iudeea și se poate baza pe sprijinul regatelor vasale din Cappadocia, Pont și Commagene. În plus, îl are de partea sa pe Artavazde al Armeniei, în urma campaniei lui Canidius Crassus din anul 37. Acesta a invadat teritoriul armean dinspre regatul Pontului cu patru legiuni, fără ca regele să-i opună rezistență. În primăvara anului 36, Canidius Crassus supune mai multe popoare din Caucaz, printre care albanii și iberii.
Suveranul parților, Phraates al IV-lea, trebuie să facă față unei revolte din partea unei părți a familiei regale și a aristocrației, ca urmare a preluării sale sângeroase a puterii. Regele Mediei-Atropatene pare să fie atunci Artavazde I al Atropatenei.

### Marșul lui Antonius spre Media
După negocieri nereușite cu Monaesès, un important comandant militar part, posibil viitorul rege al Osroene Ma'nu Saphul, care în cele din urmă se alătură lui Phraates, Antonius lansează campania abia în iunie, plecând din Antiohia cu 100.000 de oameni. El parcurge aproape 1.500 de kilometri în câteva săptămâni pentru a ajunge în Regatul Armeniei. Pleacă din Antiohia și se îndreaptă spre Zeugma, apoi urcă pe malul drept al Eufratului spre nord, trecând prin Samosate din Commagene și Melitene din Cappadocia. Antonius virează apoi spre est pentru a se alătura, probabil, lui Canidius Crassus și legiunilor sale, precum și regelui armean la Artaxata.
Artavazde îl îndeamnă fără întârziere pe Antonius să atace Media Atropatena, dușmanul său. Antonius urmărește să dea o bătălie decisivă pentru a supune acest regat și a-și deschide astfel o cale rapidă spre inima regatului part. Conducând o armată de o sută de mii de oameni prin regiuni necunoscute, ajunge în fața orașului Phraaspa (a cărui locație exactă este necunoscută), capitala Mediei, la mijlocul lunii august, lăsând în urmă trenul de logistică sub paza a două legiuni. Armatele parților și mezilor anihilează această ariergardă romană, fără ca Antonius să le poată veni în ajutor. Când ajunge la fața locului, nu poate decât să constate moartea a 10.000 de oameni.
Cavaleria armeană a lui Artavazde este prezentă în timpul masacrului ariergardei, dar se abține să intervină, nefiind în război cu parții, ci doar cu mezii. Artavazde se alătură triumvirului roman în fața orașului Phraaspa.

### Asediul nereușit al Phraaspei
Antonius, lipsit de mașini de asediu și constrâns de geografia unei regiuni lipsite de păduri, abandonează planul de a cuceri cetatea meză și ridică asediul după două luni. Se confruntă cu dificultăți de aprovizionare și nu reușește să-și forțeze adversarul să accepte o bătălie în câmp deschis. Încearcă să negocieze cu Phraates al IV-lea, dar fără succes. Este astfel nevoit să se retragă la mijlocul lunii octombrie, în fruntea unei armate demoralizate.

### Retragerea dificilă a romanilor către Armenia
Retragerea este extrem de dificilă pe un teritoriu ostil: aprovizionarea este problematică, cavaleria partă este redutabilă, iar venirea iernii în regiunea muntoasă agravează situația. Armata romană suferă pierderi grele și este nevoită să avanseze constant în formații compacte, în cvadrat sau în testudo. Totuși, în ciuda unui atac continuu, parții nu reușesc să disloce legiunile romane. După aproape o lună de lupte, Antonius ajunge în Armenia, pierzând aproximativ 20 000 de infanteriști și 4 000 de cavaleri, dar reușește să evite un dezastru total. Plutarh relatează că, pe parcursul retragerii, romanii au purtat nu mai puțin de optsprezece bătălii pentru a-și croi drum spre Armenia, unde Artavazde îi primește fără dificultate.

### Bilanțul campaniei lui Antoine
Antonius părăsește rapid Armenia și se îndreaptă spre Siria pentru a-și proteja interesele și teritoriile după înfrângerea suferită. Pe parcursul retragerii, armata sa mai pierde încă 8 000 de oameni.
„ Retragerea este eroică [...] Este în aceste momente cele mai delicate când curajul, măreția sufletului și bravura lui Antoine ies cel mai bine în evidență.
Nu se poate minimiza, în eșecul campaniei împotriva parților, responsabilitatea lui Antoine – și aceasta este importantă atât în ceea ce privește aprecierea psihologiei și mentalității adversarului, cât și în privința strategiei – însă curajul său, prestigiul și popularitatea sa în rândul trupelor, încrederea oamenilor săi îi permit să depășească dificultățile și să salveze esențialul, adică armata sa. [...] Campania se încheie cu o înfrângere, dar nu este un dezastru. ”— Jean-Michel Roddaz ,  L'héritage
Asemenea lui Octavian, Plutarh susține că „Marcus Antonius este mai norocos atunci când duce războiul prin locotenenții săi decât atunci când îl conduce personal”. Într-adevăr, Ventidius Bassus obține mari victorii și triumfă asupra parților, Caius Sosius recucerește Iudeea după un război dificil și va triumfa la rândul său, în timp ce Publius Canidius Crassus supune Armenia. În Occident, în timp ce Octavian suferă eșecuri în fața lui Sextus Pompeius, Vipsanius Agrippa realizează fapte de vitejie în Galia, apoi preia comanda în războiul sicilian, pe care îl câștigă în anul 36 î.Hr..

## Campania armeană a lui Antonius din 35-33 î.Hr.
În timpul campaniei din 36 î.Hr. împotriva parților, atitudinea regelui Armeniei îl face pe Antonius suspicios față de acesta. Cavaleria armeană era prezentă alături de cele două legiuni care au fost anihilate de o armată medo-parthică, dar nu a intervenit. Totuși, armenii erau în război cu mezii și nu cu parții, s-au alăturat în cele din urmă lui Antonius în asediul său nereușit și, în final, Artavazde a oferit refugiu armatei extenuate a lui Antonius după dificila sa retragere.
Jocurile alianțelor se schimbă la inițiativa loialului rege vasal Polémon al Pontului, iar Media se aliază cu Roma, în timp ce regele Armeniei este suspectat de Antonius că ar avea relații secrete cu Octavian. După negocieri fără rezultat, Antonius pornește spre Artaxata și, în anul 34 î.Hr., capturează familia regală și pe Artavazde, după ce l-a atras într-o capcană sub pretextul unei alianțe matrimoniale. Totuși, fiul acestuia reușește să scape și găsește refugiu la parți. Antonius ocupă întreaga Armenie și pune mâna pe importante prăzi de război. Granițele cu regatul part sunt stabilizate atât în nord, cât și pe Eufrat. Regatul Armeniei trece temporar sub control roman direct, Antonius numindu-l pe fiul său, Alexandru Helios, la conducerea acestuia. Alexandru este logodit cu o fiică a regelui med și Antonius recuperează stindardele pierdute în 36 î.Hr., în timpul înfrângerii sale din Media Atropatena.
În anul 33 î.Hr., parții și fiul regelui detronat al Armeniei sunt respinși pentru un timp de mezii susținuți de forțele lui Antonius.

## Consecințe
Însă, în timpul ultimei războaie civile republicane, în timp ce Antoniu slăbește apărarea Orientului, mezii sunt puși în dificultate, iar Armenia este temporar pierdută în anul 30 î.Hr.. Această regiune devine atunci un punct de dispută între Roma și Parția, fiecare încercând de-acum înainte să-și impună propriul candidat, iar „criza armeană” va continua de-a lungul întregii istorii a Imperiului Roman.

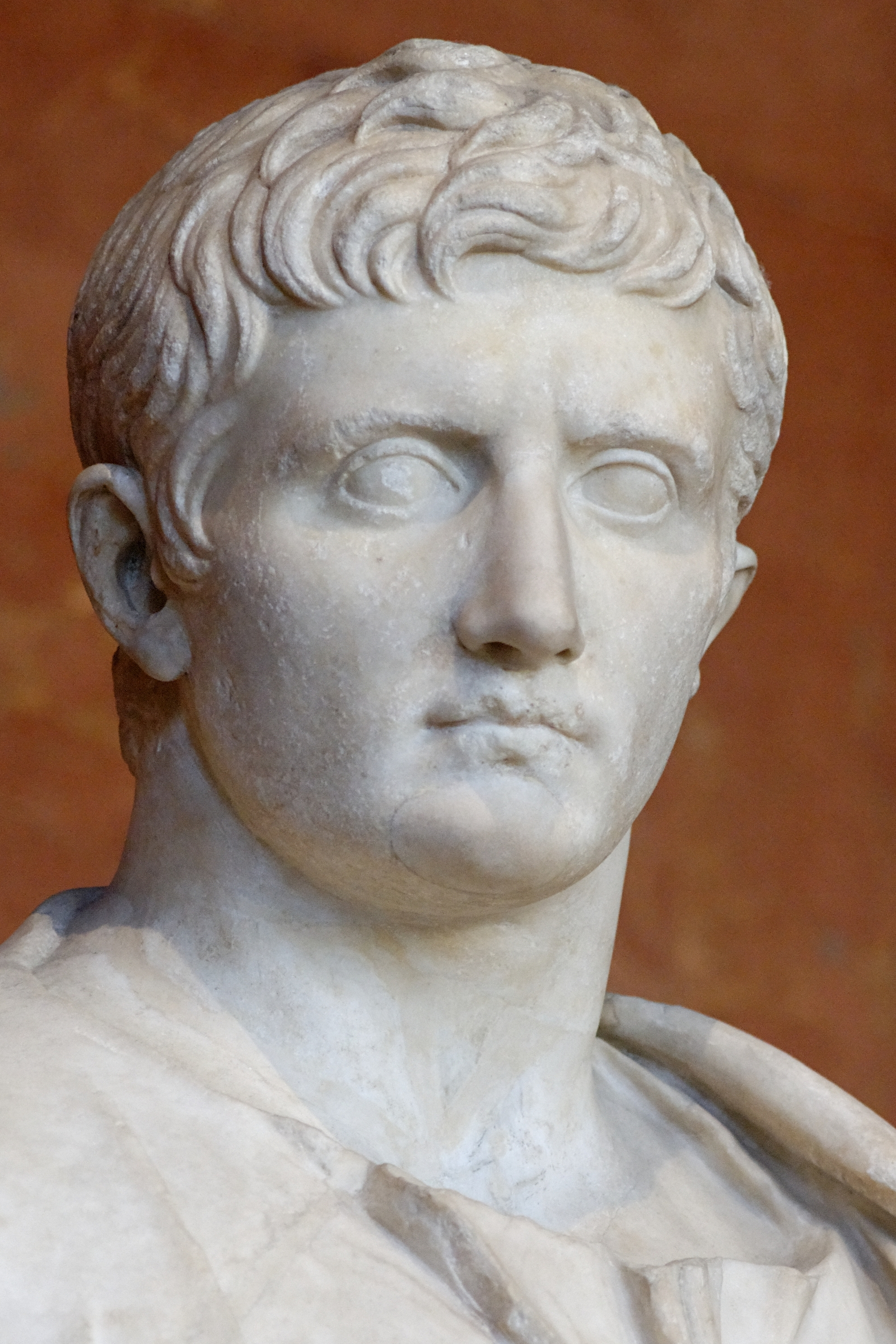
Portretul lui Octavianus Augustus, datat între 30 și 20 î.Hr.
Muzeul Luvru.

Trebuie așteptat sfârșitul războiului civil, odată cu victoria definitivă a lui Octavian în bătălia de la Actium, pentru ca romanii să se concentreze mai mult asupra politicii lor orientale. Octavian, devenit Augustus, întărește trupele de garnizoană de-a lungul limesului estic, marcat de fluviul Eufrat, și reorganizează regiunea prin anexarea unor regate clientelare și prin refacerea vechilor alianțe cu regii regatelor limitrofe, care devin la rândul lor regi clienți ai Romei. De la Marea Neagră până în nordul Siriei, Roma este de acum în contact, direct sau indirect, cu Imperiul Parților.
Augustus adoptă o politică complexă și reacționează la diversele situații privilegiind relațiile diplomatice în detrimentul expedițiilor militare, străduindu-se să mențină o coexistență pașnică între cele două imperii, în ciuda unor perioade de tensiuni puternice. Printre realizările sale se numără recuperarea stindardelor pierdute în bătălia de la Carrhae, punând astfel capăt unui traumatism vechi de treizeci de ani. Cu toate acestea, regatul Armeniei rămâne un subiect de dispută din cauza poziției sale geografice, fiecare imperiu încercând să-și extindă influența prin instalarea unor regi vasali mai mult sau mai puțin loiali. Orașele sunt, în general, mai favorabile romanilor, în principal din motive comerciale, în timp ce restul țării, împărtășind aceeași religie și cultură cu perșii, înclină mai degrabă spre parți.
În anul 20 î.Hr., Augustus reușește să impună un rege pro-roman în Armenia datorită prezenței armatelor lui Tiberius, care nu sunt nevoite să lupte. Totuși, chiar dacă acest eveniment este sărbătorit la Roma ca o victorie, parții, în realitate, nu au cedat nimic. Doar douăzeci de ani mai târziu, compromisul găsit de Augustus este pus sub semnul întrebării, iar el trebuie să intervină din nou, prin intermediul lui Gaius Caesar, pentru a reinstaura un rege favorabil Romei. Încă o dată, pacea este de scurtă durată, deoarece, după câțiva ani, un nou rege part extinde influența sa asupra Armeniei. În cele din urmă, politica pacifistă urmată de Augustus față de parți oferă rezultate destul de dezamăgitoare.
Sub Imperiul Roman, numeroase conflicte au opus romanii și parții, printre primele fiind războiul romano-part din 58-63, războiul part al lui Traian din 114-117 și războiul romano-part din 161-166.